# Port lotniczy Tân Sơn Nhất w Ho Chi Minh
Port lotniczy Tân Sơn Nhất (IATA: SGN, ICAO: VVTS) – międzynarodowy port lotniczy położony 7 km na północ od Ho Chi Minh. Jest największym portem lotniczym Wietnamu. W 2006 obsłużył 15,5 mln pasażerów. Ma pojemność 15-17 mln pasażerów rocznie, w porównaniu do zdolności Hanoi - Noi Bai 8 mln pasażerów i Đà Nẵng 2 mln pasażerów. Jest to także największy port lotniczy w Wietnamie w zakresie obsługi pasażerów (z szacunkową liczbę ponad 12,5 mln pasażerów rocznie w roku 2009, co stanowi ponad połowę ruchu pasażerskiego w Wietnamie). Jego kod IATA SGN pochodzi od poprzedniej nazwy miasta Sajgonu. W 2010 r. lotnisko obsłużyło 15,5 mln pasażerów i 130 tys. operacji lotniczych.

## Historia
Port lotniczy Tân Sơn Nhất ma swoje korzenie na początku lat 30., gdy francuski rząd kolonialny zbudował małe lotnisko z nieutwardzonych pasów startowych, znany jako Lotnisko Tân Sơn Nhất w pobliżu wsi Tân Sơn Nhất. W połowie 1956 roku z pomocą USA w pobliżu Sajgonu zbudowany został 2190-metrowy pas startowy, który stał się głównym portem lotniczym Wietnamu Południowego. Podczas wojny w Wietnamie z bazy lotniczej Tân Sơn Nhứt operowało US Air Force oraz Wietnamskie Siły Powietrzne. W latach 1968–1974 lotnisko Tân Sơn Nhất był jednym z najbardziej ruchliwych wojskowych baz lotniczych na świecie. W ostatnich dniach Wietnamu Południowego, harmonogramy Pan Am z 1973 wykazały, że Boeing 747 operował cztery razy w tygodniu do San Francisco przez Guam i Manilę. Continental Airlines obsługiwał do 30 Boeingów 707 wojskowych czarterów tygodniowo.

### Okres powojenny
9 grudnia 2004 r. United Airlines jako pierwsza amerykańska linia lotnicza wykonała lot do Tân Sơn Nhất od upadku Sajgonu w kwietniu 1975 roku. Lot UA 869, obsługiwany za pomocą Boeinga 747-400, wylądował w Ho Chi Minh jako koniec lotu z San Francisco przez Hongkong. 29 października 2006 r. usługa ta była włączona z San Francisco do Los Angeles, z przystankiem w Hongkongu, działając jako UA 867 (również przy użyciu Boeing 747-400). W 2009 r. usługi UA 869 wznowiła po raz kolejny z San Francisco przez Hong Kong International Airport. Zaprzestano działalności połączenia do San Francisco przez Hongkong w dniu 30 października 2011 roku. Jednakże, począwszy od 31 października 2011 r. Continental Airlines rozpoczną loty z Ho Chi Minh do Tokio Narita, przez Hongkong przy użyciu Boeing 737-800 w ramach połączenia między United i Continental.
W 2006 roku port lotniczy Tân Sơn Nhất obsłużyło ok. 8,5 mln pasażerów (w porównaniu z 7 mln w 2005) i 64 000 loty. W ostatnim czasie stanowiły prawie dwie trzecie przylotów i odlotów na lotniskach międzynarodowych Wietnamu. Ze względu na rosnące zapotrzebowanie (ok. 15% -20% rocznie), lotnisko jest stale rozwijane przez Southern Airports Corporation.
Port lotniczy Tân Sơn Nhất obsłużyło 12,4 mln pasażerów w 2008 r., w porównaniu do 11 mln w 2007 r. i 15,5 mln pasażerów w 2010 roku. W 2010 r. krajowy terminal obsłużył 8 mln pasażerów, który osiągnął swą maksymalną pojemność. W 4. kwartale 2011 r. terminal krajowy zostanie rozbudowany tak, aby mogły obsłużyć 15 mln krajowych pasażerów rocznie. Zgodnie z nowym planem rozbudowy ogłoszonego przez rząd wietnamski, lotnisko zostanie powiększone do zapewnienia obiektów i przestrzeni na około 70 samolotów, 23,5 mln pasażerów i 600 tys. ton ładunków rocznie do roku 2015.

### Nowy terminal międzynarodowy
Nowy terminal międzynarodowy finansowany przez japoński ODA i zbudowany przez konsorcjum czterech japońskich wykonawców (KTOM, skróty nazw czterech wykonawców: Kajima - Taisei - Obayashi Corporation - Maeda), otwarto we wrześniu 2007 o pojemności do 8-10 mln pasażerów rocznie. Nowy terminal na lotnisku daje całkowitą roczną wydajność 15-17 mln pasażerów. Stary terminal jest obecnie wykorzystywana do lotów krajowych.

## Udogodnienia
Po otwarciu nowego terminalu międzynarodowego we wrześniu 2007 r., Tân Sơn Nhất ma dwa główne budynki terminalu z oddzielną częścią dla lotów krajowych i międzynarodowych. Pojemność nowego terminalu, po pełnej realizacji, będzie 8 mln pasażerów rocznie. Kiedy Port lotniczy Long Thành będzie ukończony, Tân Sơn Nhất będzie obsługiwać ruch krajowy.
Premier Wietnamu, decyzją 1646/TTg-NN, zatwierdził ponadto przekazanie 30 hektarów (74 akrów) terenu przyległego do lotniska na jego rozbudowę oraz budowę terminalu cargo. Jest to niezbędne do obsługi szybko zwiększającego się ruchu pasażerów (wzrost do 17 milionów w roku 2010, w porównaniu do 7 mln i 8,5 mln w 2005 r. i 2006 r.) i objętości ładunku na lotnisku.

## Linie lotnicze i połączenia

### Terminal 1
- Air Mekong (Buôn Ma Thuột, Côn Đảo, Đà Lạt, Hanoi, Phú Quốc, Pleiku, Quy Nhơn, Vinh)
- Jetstar Pacific Airlines (Đà Nẵng, Hải Phòng, Hanoi, Huế, Nha Trang [sezonowo], Vinh)
- Vietnam Airlines (Buôn Ma Thuột, Cần Thơ, Đà Lạt, Đà Nẵng, Đồng Hới, Hải Phòng, Hanoi, Huế, Nha Trang, Phú Quốc, Pleiku, Quy Nhơn, Rạch Giá, Vinh)
- Vietnam Air Service Company (Cà Mau, Chu Lai, Côn Đảo, Tuy Hòa)

### Terminal 2
- Aerofłot (Moskwa-Szeremietiewo)
- Air China (Pekin)
- Air France (Paryż-Charles de Gaulle)
- AirAsia (Kuala Lumpur)
- All Nippon Airways (Tokio-Narita)
- Asiana Airlines (Pusan, Seul-Incheon)
- Cambodia Angkor Air (Phnom Penh, Siem Reap)
- Cathay Pacific (Hongkong)
- Cebu Pacific (Manila)
- China Airlines (Tajpej-Taoyuan)
- China Eastern Airlines (Szanghaj-Pudong)
- China Southern Airlines (Kanton)
- Continental Airlines (Hongkong)
- EVA Air (Tajpej-Taoyuan)
- Finnair (Helsinki) [sezonowo zimą]
- Indonesia AirAsia (Dżakarta-Soekarno-Hatta)
- Japan Airlines (Tokio-Narita)
- Jetstar Airways (Darwin, Sydney)
- Jetstar Asia (Singapur)
- Korean Air (Seul-Incheon)
- Lao Airlines (Pakse, Wientian)
- Lion Air (Dżakarta-Soekarno-Hatta, Singapur)
- Lufthansa (Bangkok-Suvarnabhumi, Frankfurt)
- Malaysia Airlines (Kuala Lumpur)
- Mandarin Airlines (Taizhong)
- Nok Air (Bangkok-Don Mueang)
- Philippine Airlines (Manila)
- Qatar Airways (Bangkok-Suvarnabhumi, Ad-Dauha)
- Royal Brunei Airlines (Bandar Seri Begawan)
- S7 Airlines (Nowosybirsk) [sezonowo]
- Shenzhen Airlines (Shenzhen)
- Sichuan Airlines (Chengdu, Nanning)
- Singapore Airlines (Singapur)
- Thai AirAsia (Bangkok-Suvarnabhumi)
- Thai Airways International (Bangkok-Suvarnabhumi)
- Tiger Airways (Singapur)
- Transaero Airlines (Moskwa-Domodiedowo) [sezonowo]
- Turkish Airlines (Bangkok-Suvarnabhumi, Stambuł-Atatürk)
- Uni Air (Kaohsiung)
- United Airlines (Hongkong, San Francisco)
- Vietnam Airlines (Bangkok-Suvarnabhumi, Cheongju [sezonowo], Taegu [sezonowo], Pusan, Frankfurt, Fukuoka, Kanton, Hongkong, Kaohsiung, Kuala Lumpur, Londyn-Gatwick, Moskwa-Domodiedowo, Melbourne, BARCELONA, Nagoja-Centrair, Osaka-Kansai, Paryż-Charles de Gaulle, Phnom Penh, Seul-InchInczhoneon, Szanghaj-Pudong, Siem Reap, Singapur, Sydney, Tajpej-Taoyuan, Tokio-Narita, Wientina, Rangun)
- Vladivostok Avia (Władywostok)

### Cargo
- Air France Cargo (Paryż-Charles de Gaulle)
- Asiana Cargo (Seul-Incheon)
- Cardig Air (Singapur)
- Cargolux (Baku, Dammam, Luksemburg)
- Cathay Pacific (Dżakarta-Soekarno-Hatta, Hongkong)
- China Airlines Cargo (Abu Zabi, Bangkok-Suvarnabhumi, Luksemburg, Singapur, Tajpej-Taoyuan)
- EVA Air Cargo (Penang, Singapur, Tajpej-Taoyuan)
- FedEx Express (Kanton, Hanoi, Dżakarta-Soekarno-Hatta)
- Hong Kong Airlines Cargo (Hongkong)
- K-Mile obsługiwane przez Transmile Air Services (Bangkok-Suvarnabhumi)
- Korean Air Cargo (Dżakarta-Soekarno-Hatta, Seul-Incheon)
- Qantas Freight (Szanghaj-Pudong, Sydney)
- Saudi Arabian Airlines Cargo (Rijad, Szanghaj-Pudong)
- Tri-MG Intra Asia Airlines (Bangkok-Suvarnabhumi, Phnom Penh)

## Statystyki
| Miejsce | Kierunek                             | Frekwencja (Tygodniowo)    |
| ------- | ------------------------------------ | -------------------------- |
| 1       | Singapur                             | 112                        |
| 2       | Bangkok                              | 63                         |
| 3       | Kuala Lumpur                         | 56                         |
| 4       | Tokio                                | 42 (+2 od 30 października) |
| 5       | Seul                                 | 35                         |
| 5       | Siem Reap                            | 35                         |
| 7       | Tajpej                               | 32 (+5 od 30 października) |
| 8       | Hongkong                             | 28 (-3 od 30 października) |
| 9       | Kanton                               | 21                         |
| 9       | Phnom Penh                           | 21                         |
| 11      | Pusan                                | 14                         |
| 11      | Manila                               | 14                         |
| 11      | Szanghaj-Pudong                      | 14                         |
| 14      | Dżakarta                             | 11                         |
| 14      | Sydney                               | 11                         |
| 16      | Wientian                             | 10                         |
| 17      | Kaohsiung                            | 9                          |
| 17      | Taizhong                             | 9                          |
| 19      | Ad-Dauha                             | 7                          |
| 19      | Frankfurt                            | 7                          |
| 19      | Melbourne                            | 7                          |
| 19      | Osaka                                | 7                          |
| 19      | Paryż                                | 7 (+1 od 30 października)  |
| 19      | Shenzhen                             | 7                          |
| (bd.)   | Moskwa (Domodiedowo + Szeremietiewo) | 3 (+6 od 30 października)  |

| Miejsce | Kierunek      | Frekwencja (Tygodniowo) |
| ------- | ------------- | ----------------------- |
| 1       | Hanoi         | 375                     |
| 2       | Đà Nẵng       | 105                     |
| 3       | Phú Quốc      | 104                     |
| 4       | Hajfong       | 42                      |
| 4       | Huế           | 42                      |
| 6       | Vinh          | 38                      |
| 7       | Buôn Ma Thuột | 36                      |
| 8       | Côn Đảo       | 30                      |
| 9       | Nha Trang     | 28                      |
| 9       | Pleiku        | 28                      |
| 11      | Đà Lạt        | 23                      |
| 12      | Quy Nhơn      | 21                      |